# قصر آيت بن حدو

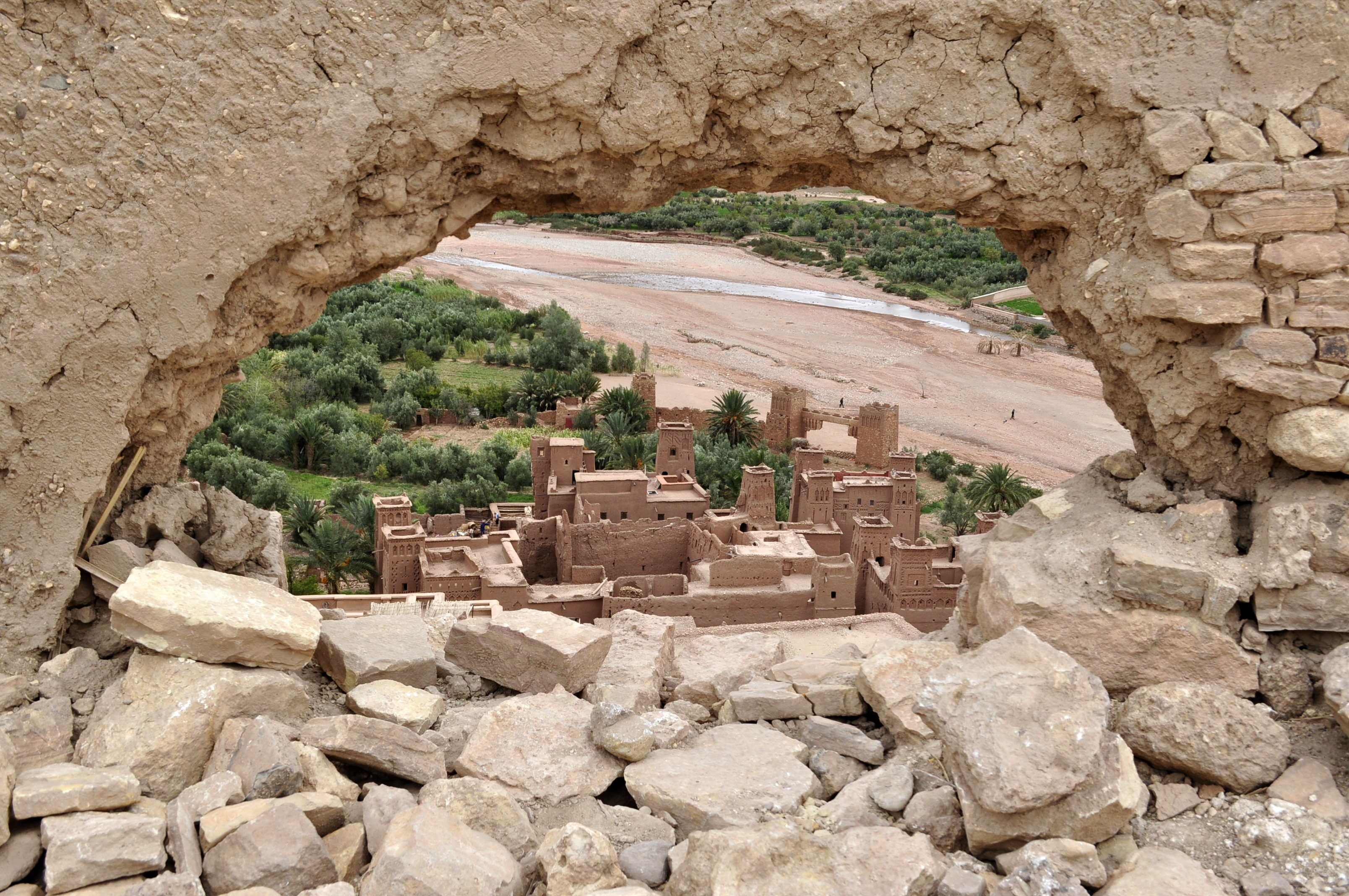
صورة من الأعلى لقصر آيت بن حدو

قصر آيت بن حدو هو تجمع بنايات تقليدية يقع بإقليم ورززات (المغرب)، شيدت من الطين ومحاطة بسور دفاعي مقوى بالأبراج، ويتميز بالبساطة والمتانة في وصف. ويعتبر هذا القصر، بهندسته المتميزة، نموذجا للسكن التقليدي بالجنوب المغربي. يندرج قصر آيت بن حدو ضمن قائمة مواقع التراث العالمي لليونيسكو.

## أصل التسمية
يعود اسم قصر أيت بنحدو إلى الزعيم المحلي أمغار بن حدو، الذي يُعتقد أنه كان يقيم في هذا الموقع منذ عهد الدولة المرابطية في القرن الحادي عشر الميلادي، وقد نُسب القصر إليه لاحقًا فحمل اسمه. وكان هذا الزعيم يحكم المنطقة ويُعد من الشخصيات البارزة في تاريخها المبكر. أما السكان الأوائل للقصر، فكانوا في الغالب يتألفون من أسر تنتمي إلى قبائل استقرت في المنطقة، وشيدت القصر وفق نمط معماري تقليدي يتماشى مع طبيعة البيئة المحلية وظروفها المناخية.

## الموقع

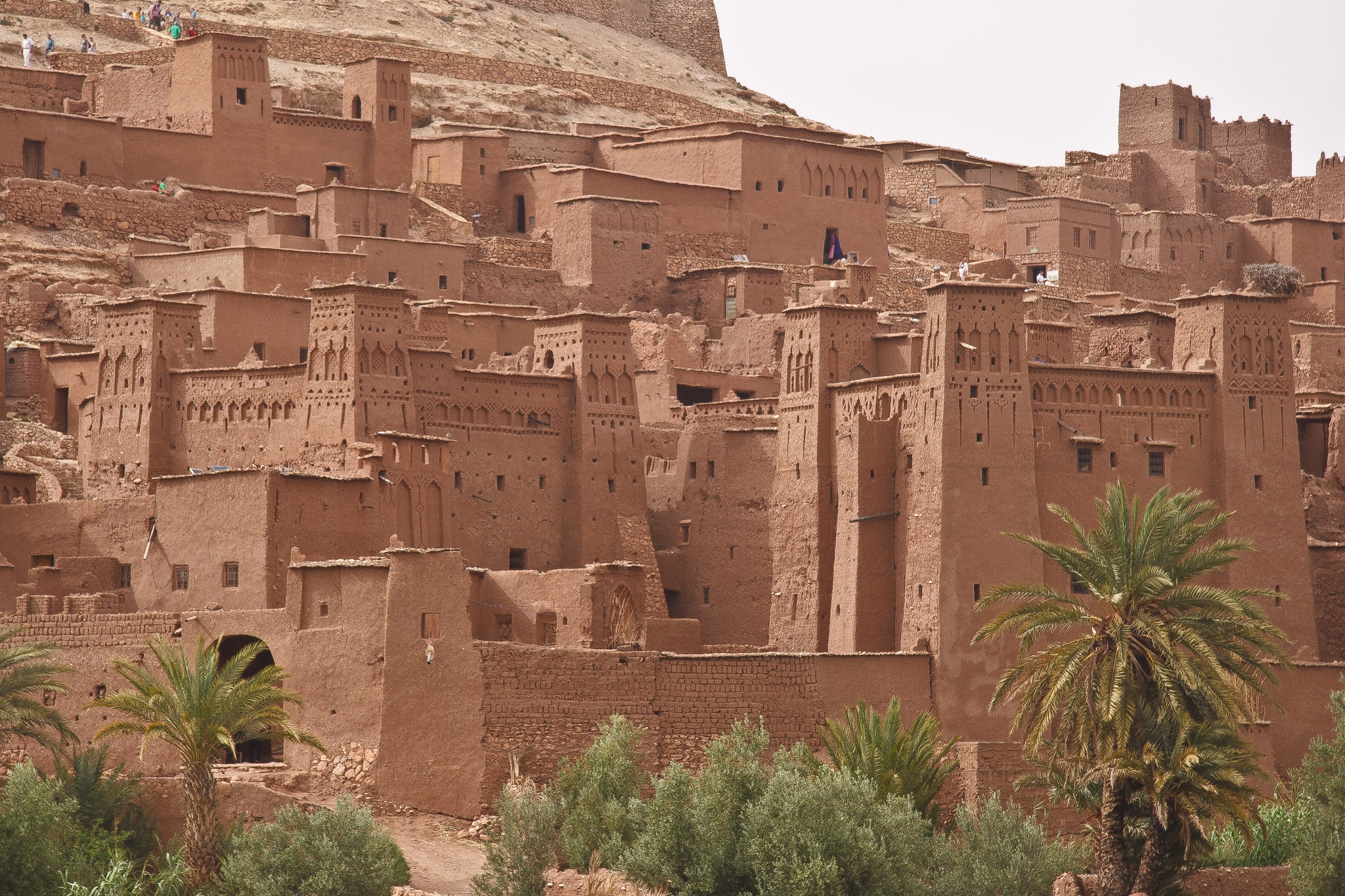
صورة أمامية لقصر أيت بن حدو

آيت بن حدّو تقع على بُعد 30 كلم من ورزازات، في وادي أونيلة، جنوب تلوات، معقل القائد الكلاوي، وهو وادٍ كان يُعدّ نقطة عبور تقليدية للقوافل التي تربط مراكش بجنوب الصحراء.

## آيت بن حدو: تراث عالمي
تم تصنيف قصر آيت بن حدو كتراث عالمي من طرف اليونسكو سنة 1987.
و يرجع هذا التصنيف لكون قصر آيت بن حدو نموذجا أصيلا للعمارة المحلية بمناطق الجنوب الشرقي، كما أنه شاهد حي على الحياة الاجتماعية والخصوصيات الثقافية للساكنة.

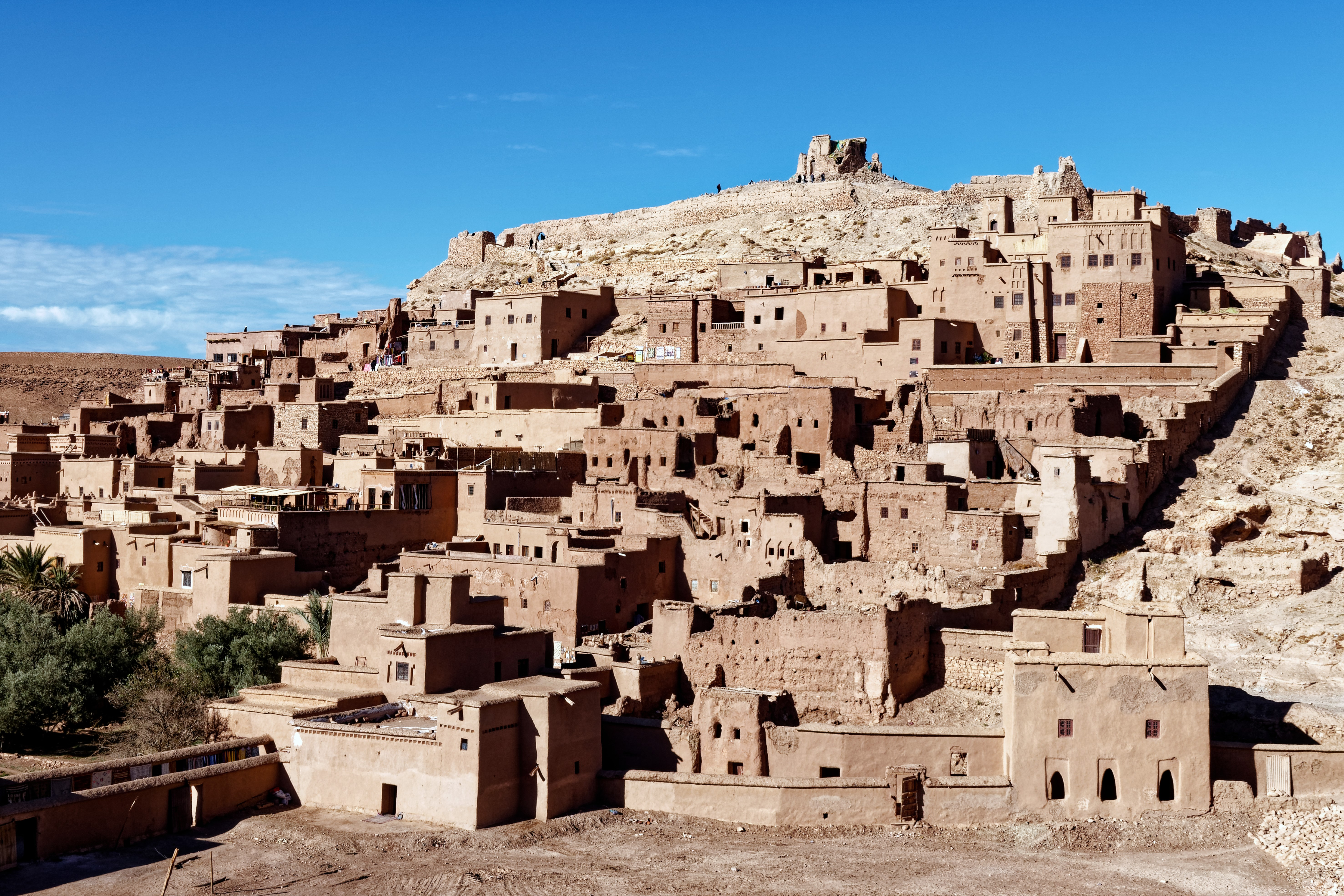
صورة لقصر آيت بن حدو

## الطابع المعماري والعمراني

### التخطيط العمراني
يتميز التخطيط العمراني للقصر باستجابته للظروف البيئية والاجتماعية للمنطقة، حيث يأخذ بعين الاعتبار ثلاثة عوامل أساسية : الطوبوغرافيا، منحى حركة الشمس والريح، والحياة الاجتماعية.
يقع القصر على هضبة، في أعلى نقطة منها يقع أكادير، و تحيط بها المساحات الزراعية. تتوزع المباني على شكل شرفات، تربط بينها طرقات ملتوية على شكل منحدرات أو أدراج، تماشيا مع الطوبوغرافيا. و يمكن هذا الموقع من توفير عدة مزايا منها :
- الحماية، خاصة لأكادير و هو المخزن الجماعي الذي يحتفظ فيه جميع السكان بمتلكاتهم،
- الإضاءة والتهوية الطبيعية لجميع المباني،
- تفادي تجمع مياه الأمطار داخل القصر وسهولة توجيهها نحو المناطق الزراعية،
- مناظر بانورامية من جميع الأسطح والنوافذ.

و تتميز جميع المباني بتلقيها إضاءة طبيعية وتشميسا جيدا لواجهاتها الأربعة، نظرا لتوجيهها نحو : الشمال الشرقي، الشمال الغربي، الجنوب الشرقي، الجنوب الغربي. كما تعرف الطرقات والمباني تهوية جيدا نظرا لتوجيهها وفقا لمسار الرياح.

### الطراز المعماري
يتميز القصر باستعمال الطين والخشب المتواجدين بكثرة في المنطقة كمواد أساسية للبناء. حيث أن جميع المباني طينية، ذات أسقف من الخشب والطين.
أغلب المباني هي عبارة عن منازل، تتوفر على أفنية داخلية وتتوزع على طابقين أو أكثر.

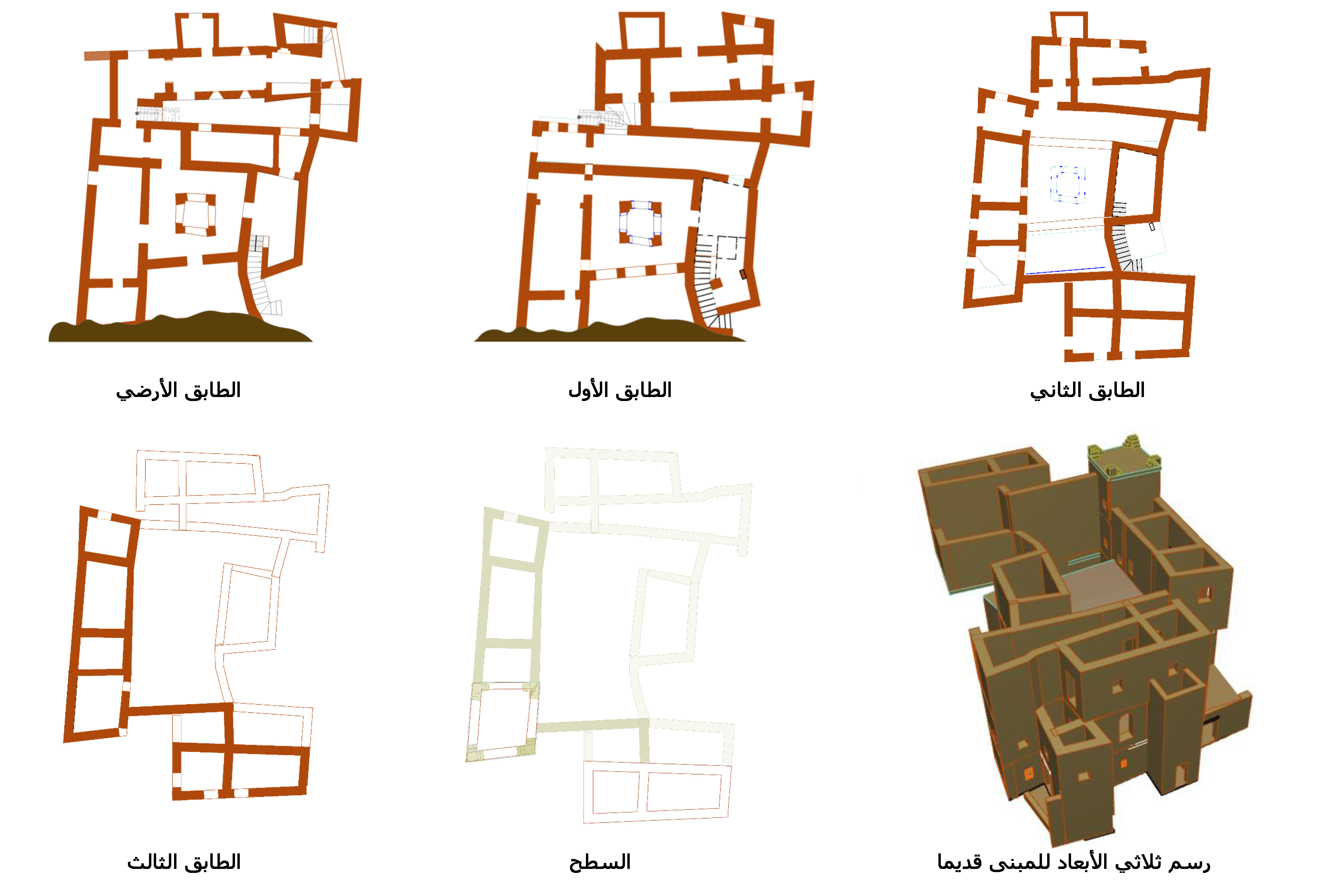
" دار أمغار " ، و هو منزل عائلة شيوخ القبيلة. يتكون المنزل من عدة طوابق، تنقسم فيها الفضاءات إلى مجموعات غرف متصلة فيما بينها، تلتف جميعها حول الفناء الداخلي. يقع المنزل في أعلى الهضبة.

## الصناعة السينمائية

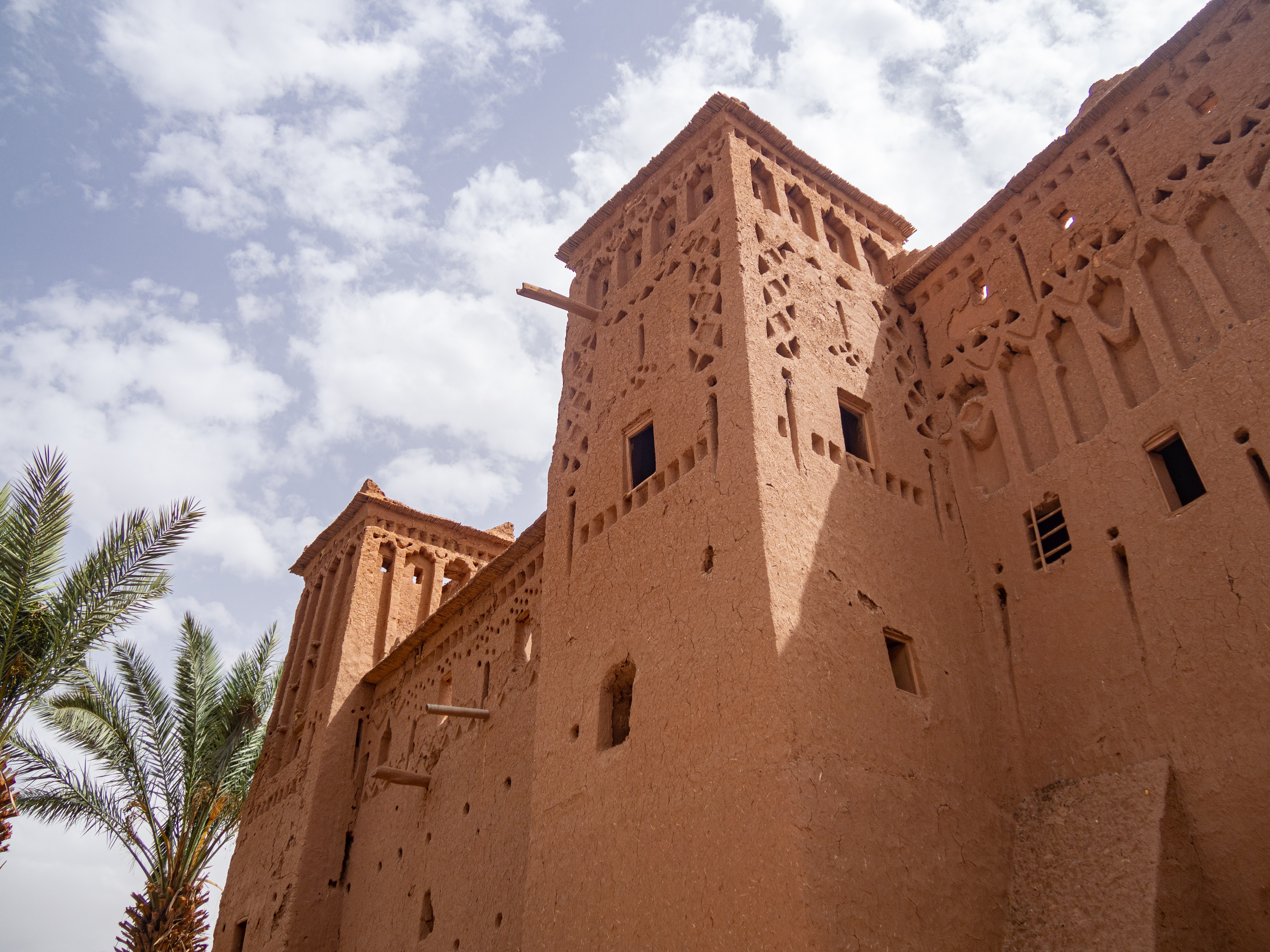
صورة لقمة قصبة من قصبات أيت بن حدو

تم تسجيل قصر آيت بن حدو سنة 1987 ضمن الثراث الإنساني العالمي، وصُورت به العديد من الأفلام، منها:
- (1954) فيلم علي بابا والأربعون حراميا.[8]
- (1962) فيلم لورنس العرب.
- (1962) فيلم سدوم وعمورة.
- (1964) فيلم مائة ألف دولار في الشمس.
- (1967) فيلم الملك أوديب.
- (1975) فيلم "الرجل الذي أراد أن يكون ملكا".
- (1976) فيلم "الرسالة".
- (1977) مسلسل يسوع الناصري.
- (1981) فيلم "قطاع الطرق، قطاع الطرق".
- (1985) فيلم الماس النيلي.
- (1987) فيلم "القتل ليس لعبة".
- (1988) فيلم الإغراء الأخير للسيد المسيح.
- (1990) فيلم شاي في الصحراء.
- (1997) فيلم كوندون .
- (1998) فيلم الفيلق.
- (1999) فيلم المومياء.
- (2000) فيلم المصارع.[9]
- (2004) فيلم ألكسندر.
- (2005) فيلم مملكة السماء.
- (2006) فيلم بابل.
- (2010) فيلم أمير بلاد فارس، رمال الزمن.
- (2013) الموسم الثالث من مسلسل لعبة العروش.[9]
- (2015) مسلسل توت عنخ آمون، الفرعون الملعون.
- (2015) فيلم ملكة الصحراء.
- (2016) فيلم ديشوم.
- (2023) فيلم سينيكا.
- (2024) الجزء الثاني من فيلم المصارع.[10]
- (2024) فيلم ماري.
- (2024) الجزء الرابع من مسلسل البنوك الخارجية.
- (2025) فيلم الأوديسة.

## الإقامة والفندقة
- la fibule d'or فندق ومقهى.

## وصلات خارجية
- Aït Benhaddou on theculturedtraveler.com
- https://whc.unesco.org/en/list/444